# Kwok Pui-lan
Kwok Pui-lan (Hong Kong, 1952) è una teologa cinese nota per il suo lavoro sulla teologia femminista asiatica e la teologia postcoloniale.

## Biografia
Kwok è nata a Hong Kong da genitori cinesi che praticavano la religione popolare cinese in casa. Si convertì al cristianesimo anglicano quando era adolescente. 
Ha iniziato i suoi studi universitari presso l'Università cinese di Hong Kong, prima di trasferirsi per conseguire il BD e il MT presso la Southeast Asia Graduate School of Theology. Ha conseguito il suo ThD presso la Harvard Divinity School, finendo la sua tesi di dottorato su "Donne cinesi e cristianesimo" nel 1989, successivamente pubblicata su Scholars Press. È autrice di venti libri, tra cui Postcolonial Imagination and Feminist Theology (2005). Vanta pubblicazioni in materia di teologia femminista, teologia postcoloniale e ermeneutica biblica dalla sua prospettiva personale di donna asiatica. 
Dal 1992 al 2017 ha insegnato alla Episcopal Divinity School di Cambridge (Massachusetts), ed è stata nominata professore di teologia e spiritualità cristiana. Dall'autunno 2017, è stata professore ospite di teologia alla Candler School of Theology.
Nel 2011 è stata eletta Presidente della American Academy of Religion, una posizione a cui si è candidata per rendere più visibile la presenza delle donne asiatiche nel mondo della teologia e nel mondo accademico in generale. Ha scritto "come leader, dobbiamo tenere la tribù insieme. Quelli di noi che sono pionieri hanno la responsabilità di aprire la porta un po 'più ampia perché arrivino altri."

## Teologia
Il lavoro di Kwok ha usato come locus la sua posizione e la sua identità di donna asiatica. Scrivendo in materia di teologia femminista, critica postcoloniale ed ermeneutica biblica, ha mantenuto la sua identità di donna asiatica, incorporandola nel proprio lavoro. Lei spiega: 
 Come donne cristiane asiatiche, abbiamo la nostra storia, che è sia asiatica che cristiana. Possiamo raccontare questa storia solo sviluppando una nuova ermeneutica: un'ermeneutica di doppio sospetto e recupero. 
 Poiché mira a esplorare le vite e le esperienze delle donne emarginate, è spesso considerata parte del movimento teologico del Terzo mondo. 
Kwok si è impegnata nella teoria postcoloniale nel suo lavoro, in particolare in Postcolonial Imagination and Feminist Theology, dove si oppone alle inadeguatezze della teologia femminista tradizionale. Afferma che la tradizionale teoria femminista non ha sufficientemente considerato le esperienze delle donne non bianche e gli effetti del colonialismo, del neocolonialismo e della schiavitù. Il suo obiettivo è quello di far sposare la teoria postcoloniale con la teologia femminista e scrive della necessità di superare il concetto binario di genere, sostenendo un'interpretazione più fluida del genere e l'inclusione della sessualità queer. Sostiene che "il contributo più importante della teologia femminista postcoloniale sarà di ricapitolare la relazione tra teologia e impero attraverso le molteplici lenti di genere, razza, classe, sessualità, religione e così via". Lo scopo del suo lavoro è quello di creare una teologia che rifletta in modo più accurato i molteplici livelli di oppressione che le donne nei contesti postcoloniali affrontano. 
Kwok considera Dio come organico e appoggia questa convinzione nel contesto della crescente crisi ecologica in Asia. Esamina anche il concetto di costruire una cristologia usando un modello organico, facendo riferimento ai molteplici riferimenti della natura che Gesù usa per descrivere se stesso e il suo rapporto con i credenti.
Kwok sostiene l'incorporazione dei metodi orali nella teologia, scrivendo "dobbiamo consentire la possibilità di fare teologia in poesie, canzoni, storie, balli, rituali e persino ninne nanne". Per Kwok, la tradizione narrativa all'interno di molte società asiatiche offre una ricca risorsa per modi innovativi di fare teologia mentre le donne si impegnano con storie bibliche attraverso la drammatizzazione e la condivisione di esperienze di vita. 